# La Bastide-Puylaurent
La Bastide-Puylaurent község Franciaország déli részén, Lozère megyében. 2011-ben 175 lakosa volt.

## Fekvése
La Bastide-Puylaurent az Lot folyó völgyében fekszik, 1020 méteres (a községterület 751-1328 méteres) tengerszint feletti magasságban, Villefort-tól 24 km-re északra, Lozère és Ardèche megyék határán. A község területének 42,9%-át (10,38 km²) erdő borítja.
Nyugatról Chasseradès, északról Luc, keletről Laveyrune és Saint-Laurent-les-Bains, délkeletről és délről pedig Prévenchères községekkel határos. Déli határát a Chassezac folyó, keleti határát (mely egyben a megyehatár is) az Allier folyó és a Bournet patak alkotja.
A D906-os út köti össze Langogne-nyal (20 km), valamint a Grabio-hágón (1057 m) keresztül Villefort-ral, a D6-os pedig a Chassezac-völggyel és a Pierre Plantée-hágóval (26 km). Az Ardèche megyei D4-es út Saint-Laurent-les-Bains (8 km) felé teremt összeköttetést. La Bastide-Puylaurent vasúti csomópont is, itt csatlakozik a (Clermont-Ferrand-t Nîmes-mel összekötő) Cévenneki vasútvonalhoz a Translozérien vonala, mely Mende-on át a Párizs – Béziers-i vonal felé teremt összeköttetést. A Cévenneki vasútvonal La Bastide-Puylaurent és Prévenchères között, az Allier völgyét elhagyva számos alagúton halad keresztül.
A községhez tartozik Masméjan, Le Thort, Les Gouttes és Puylaurent. A korábbi községközpont, Puylaurent falu, a Chassezac völgye felett található, La Bastide-tól több mint 10 kilométerre délkeletre, 1071 méteres tengerszint feletti magasságban.

## Története
La Bastide-Puylaurent a történelmi Gévaudan és Vivarais tartományok határán fekszik. A mai központi település, La Bastide, a 19. században alakult ki az Allier völgyében, mint vasúti csomópont. Ezen a helyen már korábban is fogadó állt, hiszen a középkor óta erre vezetett a Regordane-útvonal.
1917-ben nevét Puylaurent-ról La Bastide-Puylaurent-ra változtatták. 1990-1996 között a Chassezac folyón, Puylaurent közelében duzzasztógátat és vízierőművet építettek.

### Demográfia
| Év   | Lakosság |
| ---- | -------- |
| 1793 | 210      |
| 1851 | 271      |
| 1876 | 291      |
| 1901 | 300      |
| 1936 | 289      |

| Év   | Lakosság |
| ---- | -------- |
| 1946 | 355      |
| 1954 | 212      |
| 1962 | 345      |
| 1968 | 242      |

| Év   | Lakosság |
| ---- | -------- |
| 1975 | 191      |
| 1982 | 176      |
| 1990 | 183      |
| 1999 | 157      |
| 2010 | 172      |

## Nevezetességei
- Puylaurent temploma a 12. században épült román stílusban (Kép a templomról).
- La Bastide temploma a 19. században épült.[4]
- Puylaurent-duzzasztógát - La Bastide-Puylaurent és Prévenchères község határánál, a Chassezac folyón épült 1990 júniusa és 1996 májusa között. A gát magassága 73 m, szélessége 220 m, a létrejött mesterséges tó 12 millió m³ vizet tárol. A vízierőmű beépített teljesítménye 3,4 MW.[5]
- Thort településen található a Palet de Gargantua-dolmen, melyet i.e.2100-1800 körül állítottak.
- Az első világháború áldozatainak emlékművét (Rue des Tilleuls) 1922-ben állították.[6]
- Szent Tamás-kereszt

## Kapcsolódó szócikk
- Lozère megye községei

## Külső hivatkozások
- La Bastide-Puylaurent bemutatása
- Nevezetességek (franciául)